# Kazimierz Bartnik
Kazimierz Bartnik, ps. „Młotek” (ur. 9 listopada 1911 w Suwałkach, zm. 27 września 1992 w Olecku) – żołnierz Wojska Polskiego, AK, AKO i WiN.

## Dzieciństwo i młodość
Urodził się 9 listopada 1911 r. w Suwałkach w rodzinie Franciszka i Franciszki (z domu Laskowskiej). Ze względu na trudną sytuację finansową rodziny, po ukończeniu 4 klas szkoły powszechnej został wysłany do przyuczenia do zawodu szewca. Według powojennych dokumentów w 1930 roku ożenił się ze Stanisławą Kowalewską, z którą miał później ośmioro dzieci: Eugenię, Jadwigę, Romualda, Józefa, Kazimierza, Helenę, Teresę i Henryka.

## Służba wojskowa
W latach 1934–1936 pełnił służbę wojskową w I dywizjonie 29 pułku artylerii lekkiej stacjonującym w Suwałkach. W 1935 roku ukończył Szkołę Podoficerską w Grodnie. W 1939 roku uzyskał tytuł mistrza szewskiego i założył własny warsztat w Pobondziu (gm. Kadaryszki, obecnie gm. Rutka-Tartak), rodzinnej wsi swojej żony.

## II wojna światowa
Wziął udział w kampanii wrześniowej. W czasie obrony Warszawy we wrześniu 1939 r. dowodził stanowiskiem działka w okolicach kościoła św. Michała Archanioła. Jego załodze jako jednej z pierwszych udało się zniszczyć niemiecki czołg nacierający na polskie pozycje. Po kapitulacji przebywał jako jeniec w obozie w Górze Kalwarii, skąd został zwolniony w połowie października 1939 roku.

### Udział w konspiracji
W 1941 roku wstąpił do Związku Walki Zbrojnej, przyjmując pseudonim Młotek. Początkowo pełnił obowiązki łącznika. Wiosną 1943, roku wobec zagrożenia aresztowaniem, dołączył do oddziału ogn. Józefa Grabowskiego (ps. Cyklon), zbrojmistrza Obwodu Suwałki AK. Zajmował się przerzutem broni z Litwy. 1 października 1943 roku został awansowany do stopnia plutonowego.

## Konspiracja powojenna
Po zakończeniu działań wojennych wrócił do domu i podjął ponownie pracę jako szewc. Utrzymywał konspiracyjne kontakty z Armią Krajową i Armią Krajową Obywatelską (od lutego 1945 r.). Od wiosny 1945 r. ukrywał się przed NKWD. W maju 1945 r. na polecenie Józefa Grabowskiego utworzył lotny patrol dywersyjny. W czerwcu 1945 r. rozkazem Józefa Grażuli (ps. Rębacz), dowódcy kompanii terenowej AKO, został dowódcą patrolu. Po ujawnieniu się dowódcy kompanii i rozpadzie patrolu w październiku 1945 r. został dowódcą kompanii Rzepak w batalionie Gaj Obwodu Suwałki-Augustów zrzeszenia Wolność i Niezawisłość. Od stycznia 1946 r. pełnił również funkcję dowódcy partyzanckiego patrolu działającego na terenie gmin Kadaryszki, Wiżajny i Zaboryszki, który w szczytowym okresie liczył ok. 10 członków. W kwietniu 1947 roku odmówił ujawnienia się i rozpoczął powiększanie grupy. Ostatecznie na rozkaz komendanta obwodu, Józefa Grabowskiego, ujawnił się w Powiatowym Urzędzie Bezpieczeństwa Publicznego w Suwałkach 29 kwietnia 1947 r..

## Życie po ujawnieniu
Po ujawnieniu się zamieszkał z rodziną we wsi Stożne w powiecie oleckim i podjął pracę na kolei. Został aresztowany 9 maja 1950 roku. Śledztwo w jego sprawie prowadził Arkadiusz Łukaszuk z PUBP w Suwałkach. 29 listopada 1950 r. Wojskowy Sąd Rejonowy w Białymstoku skazał go na karę 13 lat pozbawienia wolności z utratą praw publicznych na 3 lata oraz przepadek mienia na rzecz Skarbu Państwa. Karę odbywał kolejno w więzieniach w Nowogardzie, Rawiczu i Bydgoszczy. W roku 1955 wyrok został złagodzony do 8 lat pozbawienia wolności. Więzienie opuścił po 7 latach i 3 miesiącach odsiadki 22 sierpnia 1957 r. ze względu na zły stan zdrowia.
Po wyjściu na wolność zamieszkał wraz z rodziną w Olecku. Zmarł 27 września 1992 roku.

## Represje wobec rodziny
Ze względu na działalność konspiracyjną Kazimierza Bartnika, jego rodzina była szykanowana przez funkcjonariuszy UB. W grudniu 1946 r. po kilkunastu rewizjach, połączonych z demolowaniem mieszkania i biciem domowników (najstarsza córka Eugenia w wyniku pobicia przez szefa PUBP w Suwałkach, kpt. Władysława Szysza, miała połamaną szczękę) żona Stanisława otrzymała od funkcjonariuszy PUBP nakaz natychmiastowego opuszczenia domu i wyjazdu do Ełku. Stanisława Bartnik opuściła mieszkanie, pozostawiając w nim dzieci, mając nadzieję, że funkcjonariusze UB pozwolą im zostać na miejscu. 5 stycznia 1947 r. w mieszkaniu zjawiła się grupa operacyjna PUBP w Suwałkach pod dowództwem sierżanta Mieczysława Strzyżykowskiego. W tym czasie w domu przebywało czworo dzieci w wieku od kilku miesięcy do 10 lat. Podczas rewizji skonfiskowano żywność i ubrania a mieszkanie zamknięto. Wkrótce po wyjściu funkcjonariuszy w mieszkaniu wybuchł pożar. Dzieciom udało się opuścić płonący budynek. Według relacji Romualda Bartnika (wówczas siedmioletniego) sąsiedzi nie pomagali w ucieczce z domu z obawy przed funkcjonariuszami UB. W wyniku śledztwa podjętego przez miejscowy posterunek MO ustalono, że za podpalenie odpowiadali rzekomo nieustaleni z nazwiska mieszkańcy Suwalszczyzny „oburzeni bandycką działalnością” Kazimierza Bartnika. Po pożarze dzieci oddano na służbę do okolicznych gospodarzy i pod opiekę rodziny, a Stanisława Bartnik dołączyła do oddziału swojego męża. Ujawniła się 25 kwietnia 1947 r. w Suwałkach.